# هری واکسمن
هری واکسمن (انگلیسی: Harry Waxman؛ ۳ آوریل ۱۹۱۲ – ۲۴ دسامبر ۱۹۸۴) یک فیلم‌بردار اهل بریتانیا بود. 

## فیلم‌شناسی
- سالگرد
- شی
- شب بی‌پایان
- یاقوت کبود
- نانی
- مسیر خطر